# Top Liga 2022
Die Top Liga 2022 war die 31. Spielzeit der höchsten kirgisischen Fußballliga. Organisiert wurde die Liga durch die Football Federation of Kyrgyz Republic. Titelverteidiger war der FK Dordoi Bischkek. Die Saison startete mit dem ersten Spieltag am 5. März 2022 und endete mit dem letzten Spieltag am 15. November 2022.

## Teilnehmende Mannschaften
| Mannschaft             | Standort      | Stadion                          |
| ---------------------- | ------------- | -------------------------------- |
| Abdish-Ata Kant        | Kant          | Stadion Sportkompleks Abdysh-Ata |
| Alai Osch              | Osch          | Sujumbajew-Stadion               |
| Alga Bischkek          | Bischkek      | Dolen-Omurzakov-Stadion          |
| FK Dordoi Bischkek     | Bischkek      | Dolen-Omurzakov-Stadion          |
| Ilbirs Bischkek        | Bischkek      | Futboln'yi Centr FFKR            |
| FK Kaganat             | Osch          | Sujumbajew-Stadion               |
| FK Kara-Balta          | Karabalta     | Stadion Manas                    |
| FC Neftchi Kochkor-Ata | Kotschkor-Ata | Stadion Neftyannik Kochkor-Ata   |
| Nur-Batken FK          | Batken        | Zentralny Stadion                |
| FK Talant              | Kant          | Sport City Stadion               |

## Personal
| Mannschaft             | Trainer              | Mannschaftskapitän     |
| ---------------------- | -------------------- | ---------------------- |
| Abdish-Ata Kant        | Ceylan Arıkan        | Ernist Batyrkanov      |
| Alai Osch              | Mirlan Eshenov       | Akram Umarov           |
| Alga Bischkek          | Valery Berezovsky    | Pavel Matyash          |
| FK Dordoi Bischkek     | Sergei Arslanov      | Bekzhan Sagynbayev     |
| Ilbirs Bischkek        | Maksim Lisitsyn      | Arslan Bekberdinov     |
| FK Kaganat             | Aybek Tatanov        | Maksatbek Alimov       |
| FK Kara-Balta          | Vladimir Khoroshunov | Stanislav Gerashchenko |
| FC Neftchi Kochkor-Ata | Nurbek Zholdoshov    | Askarbek Saliev        |
| Nur-Batken FK          | Bakytbek Mamatov     | Murolimzhon Akhmedov   |
| FK Talant              | Tariel Abdukaimov    | Dzhazybay Abdukaimov   |

## Ausländische Spieler
| Mannschaft             | Spieler 1         | Spieler 2         | Spieler 3          | Spieler 4             | Spieler 5             | Spieler 6               | Spieler 7         | AFC Spieler      | Ehemalige Spieler |
| ---------------------- | ----------------- | ----------------- | ------------------ | --------------------- | --------------------- | ----------------------- | ----------------- | ---------------- | ----------------- |
| Abdish-Ata Kant        | Artem Istrashkin  | Platon Shost      | Mykhaylo Kaluhin   |                       |                       |                         |                   |                  |                   |
| Alai Osch              | Emmanuel Yaghr    | Francis Yaghr     | Dmitri Ostrovski   | Andrei Zorin          | Sherzodbek Abduraimov | Murodzhon Tuychibaev    |                   |                  |                   |
| Alga Bischkek          | Raul Jalilov      | Oluwaseun Aleriwa |                    |                       |                       |                         |                   |                  |                   |
| FK Dordoi Bischkek     | Joel Kojo         | Takuya Matsunaga  | Yury Nedashkovsky  | Timur Talipov         |                       |                         |                   |                  | Maxim Focșa       |
| Ilbirs Bischkek        |                   |                   |                    |                       |                       |                         |                   |                  |                   |
| FK Kaganat             | Erik Petrosyan    | Rennan Saldanha   | David Ikpabi Candy | Vadim Logunov         | Aleksandr Tuaev       | Sayidzhamol Davlatjonov | Kemran Najafaliev | Khasan Yuldoshev |                   |
| FK Kara-Balta          |                   |                   |                    |                       |                       |                         |                   |                  |                   |
| FC Neftchi Kochkor-Ata | Vladislav Fedosov | Luc Mendjana      | Mihail Paius       | Azamat Abdullaev      |                       |                         |                   |                  | Jahongir Ergashev |
| Nur-Batken FK          | Alan Koroyev      | Sarvar Ablaev     | Jamshid Kobulov    | Mirzokhid Mamatkhonov | Dostonzhon Rashidov   | Dilshodbek Umurzakov    |                   |                  | Timur Talipov     |
| FK Talant              | Emmanuel Armah    | Cobblah Prince    | Abneet Bharti      | Ulanbek Narkozuev     | Anton Polev           |                         |                   |                  |                   |

## Tabelle
Stand: Saisonende 2022
| Pl. | Verein                     | Sp. | S  | U  | N  | Tore    | Diff. | Punkte |
| --- | -------------------------- | --- | -- | -- | -- | ------- | ----- | ------ |
| 1.  | Abdish-Ata Kant            | 27  | 18 | 6  | 3  | 062:160 | +46   | 60     |
| 2.  | Alai Osch                  | 27  | 14 | 9  | 4  | 039:210 | +18   | 51     |
| 3.  | Alga Bischkek              | 27  | 13 | 6  | 8  | 045:390 | +6    | 45     |
| 4.  | FK Dordoi Bischkek (M)     | 27  | 12 | 8  | 7  | 045:300 | +15   | 44     |
| 5.  | FC Neftchi Kochkor-Ata (P) | 27  | 12 | 7  | 8  | 042:280 | +14   | 43     |
| 6.  | FK Kaganat                 | 27  | 9  | 10 | 8  | 031:340 | −3    | 37     |
| 7.  | Nur-Batken FK (N)          | 27  | 10 | 5  | 12 | 032:390 | −7    | 35     |
| 8.  | Ilbirs Bischkek            | 27  | 7  | 8  | 12 | 024:290 | −5    | 29     |
| 9.  | FK Talant (N)              | 27  | 4  | 9  | 14 | 026:410 | −15   | 21     |
| 10. | FK Kara-Balta              | 27  | 1  | 2  | 24 | 014:830 | −69   | 05     |

| Zum Saisonende 2022: |
| Meister und Qualifikation für die Gruppenphase des AFC Cup Mögliche Qualifikation für die Gruppenphase des AFC Cup Abstieg in die Kyrgyz First League |

| Zum Saisonende 2021: |                                                     |
| (M)                  | Amtierender Meister 2021: FK Dordoi Bischkek        |
| (P)                  | Amtierende Pokalsieger 2021: FC Neftchi Kochkor-Ata |
| (N)                  | Aufsteiger: FK Talant, Nur-Batken FK                |

## Torschützenliste
Stand: Saisonende 2022
| Platz | Spieler                 | Mannschaft             | Tore |
| ----- | ----------------------- | ---------------------- | ---- |
| 1.    | Emmanuel Yaghr          | Alai Osch              | 14   |
| 2.    | Eldar Moldozhunusov     | FC Neftchi Kochkor-Ata | 13   |
| 3.    | Ernist Batyrkanov       | Abdish-Ata Kant        | 12   |
| 3.    | Atay Dzhumashev         | Abdish-Ata Kant        | 12   |
| 5.    | Suleyman Dzhumabekov    | FK Talant              | 10   |
| 6.    | Joel Kojo               | FK Dordoi Bischkek     | 8    |
| 6.    | Kadyrbek Shaarbekov     | Alga Bischkek          | 8    |
| 6.    | Maksat Alygulov         | Abdish-Ata Kant        | 8    |
| 9.    | Dmitri Ostrovski        | Alai Osch              | 7    |
| 9.    | Raul Dzhalilov          | Alga Bischkek          | 7    |
| 11.   | Saidzhamol Davlatzhonov | FK Kaganat             | 6    |

## Hattricks
Stand: Saisonende 2021/22
| Spieler            | Verein             | Gegnerischer Verein | Ergebnis  | Datum          |
| ------------------ | ------------------ | ------------------- | --------- | -------------- |
| Ryskeldi Artykbaev | FK Dordoi Bischkek | FK Kara-Balta       | 7 : 0 (H) | 24. April 2022 |
| Atay Dzhumashev 4  | Abdish-Ata Kant    | FK Kara-Balta       | 8 : 1 (A) | 18. Juli 2022  |

4 Vier Tore in einem Spiel